# Rudolf Stingel
Rudolf Stingel (Merano, 1956) è un artista italiano.
Le opere di Stingel invitano l'osservatore a farsi coinvolgere in un dialogo sulla percezione visiva dell'arte, e a riflettere su temi che riguardano lo status attuale della pittura — come l'autenticità, le gerarchie, il significato e il contesto — anche se non sempre le sue opere prendono la forma esteriore della pittura su tela.. Oltre alla pittura, Stingel ricorre all'arte concettuale e alle installazioni per esplorare il processo della creazione artistica, e adopera materiali estranei alla tradizione pittorica come il polistirolo, i tappeti, il poliuretano, la gomma e gli specchi, variandone l'uso in innumerevoli modi e affidando loro sia la funzione della tela che quella del colore.
Rudolf Stingel dipinge sia soggetti figurativi che astratti. Secondo il critico d'arte italiano Francesco Bonami le sue opere rappresentano un tentativo di colmare la distanza tra figurazione e astrazione. Rudolf Stingel vive e lavora a Merano e New York.

## Mostre
Nel 1999 e 2003 Stingel ha partecipato alla Biennale di Venezia. Una retrospettiva sulla sua carriera intitolata Rudolf Stingel è stata organizzata dal Museum of Contemporary Art di Chicago nel 2007. In seconda sede, la mostra è stata ospitata dal Whitney Museum of American Art.
- 2013 Palazzo Grassi, Venezia, 2013
- 2012 Wiener Secession, Vienna, 23 febbraio – 15 aprile 2012
- 2010 Neue Nationalgalerie, Berlino, 10 febbraio – 24 maggio 2010
- 2007 Museum of Contemporary Art (Chicago)
- 2006 Inverleith House, Edinburgh
- 2006 Whitney Museum of American Art Day for Night: Whitney Biennial 2006, New York
- 2006 Palazzo Grassi, Venezia, Where are we going? (Works from the Collection of Francois Pinault)
- 2005 Torre dell'EURAC, Bolzano
- 2004 Museum of Contemporary Art, Love/Hate: from Magritte to Cattelan, Masterpieces from the Museum of Contemporary Art, Chicago
- 2004 Museum für Moderne Kunst, Francoforte
- 2002 Paula Cooper Gallery, New York
- 1995 Kunsthalle, Zurigo
- 1994 Neue Galerie, Graz (Austria)